# Philip Lawrence
Philip Martin Lawrence II (* 17. července 1980 Evansville) je americký hudební skladatel, producent a zpěvák, známý především působením v autorském a produkčním týmu The Smeezingtons společně se zpěvákem Bruno Marsem. Za svou práci získal osm cen Grammy. Jeho nejnovější projekt 24K Magic zvítězil na předávání cen Grammy v kategoriích Album roku, Nahrávka roku, Píseň roku, Nejlepší R&B píseň, Nejlepší R&B album a Nejlepší R&B vystoupení. Kromě toho je vokalistou ve skupině The Hooligans a filmovým dabérem.

## Kariéra
Širšího uznání se mu poprvé dostalo v roce 2010, kdy získal pět nominací na tehdejší Cenu Grammy, včetně první nominace v kategorii Producent roku, ne-klasická hudba. Mezi lety 2010 a 2012 získal deset nominací na Cenu Grammy, kterou se mu podařilo získat v následujícím roce, kdy ji spolu s Brunem Marsem získal v kategorii "Nejlepší popové vokální album" za album Unorthodox Jukebox. Ve stejném roce pak vydal své vlastní sólové album Letters I Never Sent. Následovala účast v druhé nejsledovanější Super Bowl Halftime Show, kde vystoupil s Red Hot Chili Peppers, což přilákalo 115,3 milionu sledujících. V roce 2016 se na Super Bowl opět vrátil a vystoupil souběžně s Lady Gaga, Beyoncé a Coldplay. Produkoval a napsal písně i pro další zpěváky, jako Adele, Flo Rida, Lil Wayne, Wiz Khalifa, CeeLo Green a další.
V animovaném filmu Rio 2 od Blue Sky Studios nadaboval postavu "Felipe". Napsal, nazpíval a produkoval také píseň "It's a Jungle Out Here" a je spoluautorem písně "Welcome Back" pro soundtrack v podání Bruna Marse. Jeho nejznámější filmovou postavou, které propůjčil svůj hlas je krab Sebastian ve filmové sérii The Little Mermaid, kde v roce 2007 nahradil Samuela E. Wrighta.
V roce 2016 koupil nahrávací studio Record Plant Studios v Los Angeles.